# L'Hostal (Sant Martí Sarroca)
L'Hostal és una obra de Sant Martí Sarroca (Alt Penedès) inclosa a l'Inventari del Patrimoni Arquitectònic de Catalunya.

## Descripció
Masia composta de planta baixa i pis, amb coberta a dues vessants asimètriques. Portal d'arc de mig punt adovellat i finestres amb llinda. Edificis agrícoles annexos i rellotge de sol a la façana. Situat el peu del camí de la Bleda, segurament va ser un hostal antigament, tal com ho recorda el seu nom.